# Willemiet

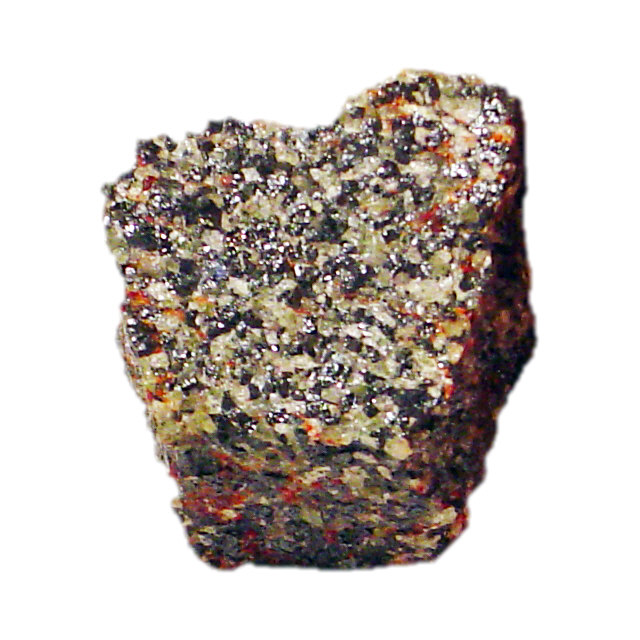
Willemiet, gevonden in 1901 in New Jersey

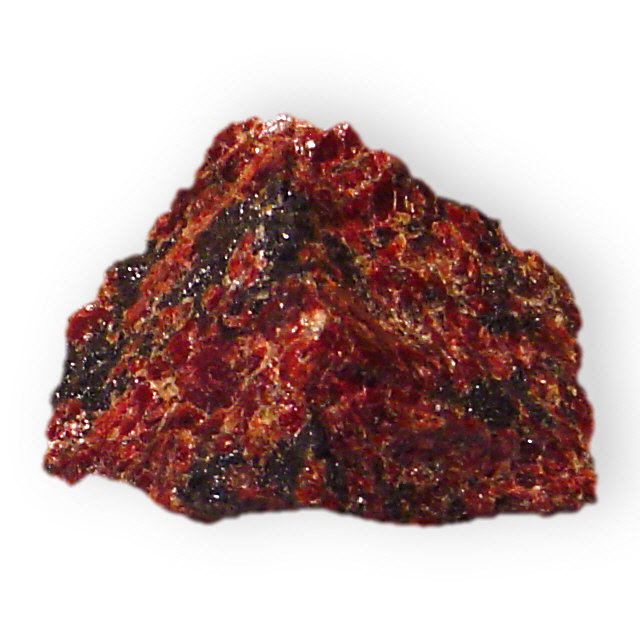
Willemiet, gevonden in 1907 in New Jersey

Het mineraal willemiet is een zink-silicaat met de chemische formule Zn2(SiO4). Het behoort tot de nesosilicaten.

## Eigenschappen
Het witte, gele, groene, roodbruine tot zwarte willemiet heeft een slechte splijting volgens kristalvlakken [0001] en [1120] en een witte streep. De gemiddelde dichtheid is 4,05 en de hardheid van willemiet is 5,5. Het kristalstelsel is trigonaal en het mineraal is niet radioactief.

## Naamgeving
Willemiet is genoemd naar de Nederlandse koning Willem I (1772 - 1843) door de ontdekker ervan, de in Brussel gevestigde Franse mineraloog Armand Lévy (1795-1841). Die ontdekte het in België in 1830, toen Willem I nog heerste over België, in de zinkmijn van Vieille Montagne.

## Voorkomen
Willemiet wordt gevonden in metamorfe gesteenten in de VS en in Tsumeb, Namibië. De typelocatie is in Franklin, New Jersey, VS. In oostelijk België is het mineraal gewonnen in Kelmis en vanuit de Mijnzetel van Blieberg. 

## Industriële toepassing
Willemiet wordt gemijnd als zinkerts. Het wordt in de omgeving van de typelocatie gedolven door het Amerikaanse bedrijf Franklin and Sterling Hill.